# Arno Clauss
Arno Clauss  war ein deutscher Liedermacher und Hörfunkmoderator.

## Leben
Arno Clauss wurde am Niederrhein geboren, kam Anfang der 1970er Jahre nach Berlin, wo er in den damaligen Folkkneipen wie Go-In, Steve-Club und Folkpub mit selbstverfassten sozialkritischen Liedern auftrat. Er starb am 15. Juli 2018.
Im Jahr 1972 erschien sein erstes Album (das 1999 als CD neu herauskam) auf dem Label Ohr. Darauf war sein erfolgreichstes Lied Karlchen oder: So kann das nicht weitergeh’n, ein „Talking Blues“ über einen Jungen aus einer „ganz durchschnittlichen deutschen Familie“, der einmal „alles ganz anders“ machen möchte als seine Eltern und dann letztlich doch „einen durchschnittlichen Dreipersonenhaushalt“ gründet. Der gesungene Refrain

„So kann das nicht weitergeh’n
 
Denn so ist das scheiße

Und wennwer alle zusammensteh’n

Dann wird's auch anders, weißte!“

wurde damals in der alternativen Szene ziemlich populär.
Ein weiteres Album wurde am 2. Juni 1974 live in der Fabrik in Hamburg aufgenommen und es erschienen noch einige Singles und Aufnahmen auf Sammelalben von verschiedenen Liedermacher- und Folkfestivals. Anfang der 1980er Jahre zog Clauss sich dann aus der Liedermacherszene zurück.
Arno Clauss schrieb auch für andere, so zum Beispiel für das Duo Inga & Wolf die Lieder Komm, rück doch näher (vertont von Wolfgang „Schobert“ Schulz) und Peter, das er auch selbst sang.
Beim Berliner Radiosender SFB (später: RBB) war Arno Clauss jahrelang sehr erfolgreich mit seiner Sendung Folkzeit, die er „eine Reise durch die Kulturen der Lieder, Chansons und der Folklore“ nannte. Dort stellte er weniger und mehr bekannte Musik aus vielen Ländern der Welt vor. Die Sendung lief jeweils dienstags von 19:30 bis 23 Uhr auf 88,8 (bis Ende 1991:  SFB 1), oft mit einem Themenschwerpunkt. Nach der Ausstrahlung am 25. September 2012 wurde die Sendung vom RBB eingestellt, sehr zum Ärger ihrer zahlreichen Stammhörer.

## Diskografie

### Alben
- 1972: An Tante Gertie in Zons am Rhein, LP, (OMM 556030 – Ohr; Wiederveröffentlichung 1999 als CD bei ZYX music)
- 1974: Die Zweite, live Album, LP (88 127 IU – Jupiter Records)

### Singles
- 1972: Karlchen oder: So kann das nicht weitergeh'n/Manchen Leuten möchte ich gerne in die Fresse schlagen (OS 57.011 – Ohr)
- 1974: Hau doch ab/Schulzes Geschäft (13553 AT – Jupiter Records)
- 1974: Marsmännchen/Ein langer Tag (13680 AT – Jupiter Records)

### Auf Sammelalben
- 1974: Lieder mit einem anderen Gesicht, LP (88 387 EU – Jupiter Records)
- 1979: 4. Bardentreffen live, Aufnahmen vom „Festival der Liedermacher in Nürnberg“ am 4. und 5. August 1979, LP (85 B 015 – Brutkasten)
- 1980: mund-art festival, Aufnahmen vom Festival in Ladenburg im Juni 1980, LP (LO 003 – Lotus)
- 1982: 1 Berlin ~ Folkberg, Liveaufnahmen aus diversen Berliner Folkkneipen, LP (376844 – Berlin Folk News)
- 2004: Macht das Ohr nochmal auf…. …. und hört den Sound der Pilze, CD, Songs von den bei „Ohr“ erschienenen Künstlern, (70050-2 – OHR Today)